# Alexei Jewgenjewitsch Gassilin
Alexei Jewgenjewitsch Gassilin (russisch Алексей Евгеньевич Гасилин; englisch Aleksei Gasilin; * 1. März 1996 in Sankt Petersburg) ist ein russischer Fußballspieler.

## Karriere
Gassilin begann seine Karriere in der Jugend von Zenit Sankt Petersburg und debütierte am 26. Mai 2013 in der Premjer-Liga, als er beim Spiel gegen Amkar Perm eingewechselt wurde. Zur Saison 2015/16 wurde er an den FC Schalke 04 ausgeliehen, mit dessen zweiter Mannschaft er in der Regionalliga West spielte. Im Frühjahr 2017 wechselte Gassilin zu Amkar Perm.
Gassilin nahm mit der russischen U-17-Nationalmannschaft an der U-17-Europameisterschaft 2013 teil, wo er mit der Mannschaft den Titel gewinnen konnte. Bei der folgenden U-17-Weltmeisterschaft schied er mit der Mannschaft im Achtelfinale aus. Mit der U-19-Nationalmannschaft erreichte er 2015 das Finale der U-19-Europameisterschaft. Er erzielte zwei Treffer und belegte den zweiten Platz der Torschützenliste.